# ジョン・スコフィールド&パット・メセニー
『ジョン・スコフィールド&パット・メセニー』（原題：I Can See Your House from Here）は、アメリカ合衆国のジャズ・ギタリストである2人、ジョン・スコフィールドとパット・メセニーが1994年に連名で発表したスタジオ・アルバム。当時、スコフィールドが所属していたブルーノート・レコードから発売された。
ステレオの左チャンネルでスコフィールド、右チャンネルでメセニーの演奏がそれぞれ強調されている。全曲とも両名のギター・ソロがフィーチャーされており、「ノー・マター・ホワット」と「ユー・スピーク・マイ・ランゲージ」ではスティーヴ・スワロウのベース・ソロ、「エヴリバディズ・パーティ」と「ワン・ウェイ・トゥ・ビー」ではビル・スチュワートのドラム・ソロも聴ける。メセニーが作曲した「セイ・ザ・ブラザーズ・ネーム」は、メセニーとブラッド・メルドーが2006年に発表したコラボレーション・アルバム『メセニー・メルドー』で再録音され、「ザ・レッド・ワン」は、メセニーがクリスチャン・マクブライド及びアントニオ・サンチェスと共に制作したアルバム『デイ・トリップ』（2008年発表）で再録音された。
2014年には2枚組LP（180グラム重量盤）として再発された。

## 反響・評価
アメリカでは『ビルボード』のジャズ・アルバム・チャートで1位を獲得した。
Ron Wynnはオールミュージックにおいて5点満点中4点を付け「当然のことながら彼らのコラボレーションはリラックスしており、流れるようで、音楽的に穏やかな響きとなっている」「特にギター・ファンは、スコフィールドとメセニーのギターが正に部屋の中で鳴っているようなマスタリングに感動を覚えることだろう」と評している。また、ドン・ヘックマンは1994年5月8日付の『ロサンゼルス・タイムズ』紙のレビューで4点満点中3点を付け「コンテンポラリー・ジャズ界で特に重要なギタリスト2人の首脳会談と呼ぶべき作品である。周知の通り、こうした出会いによって必ずしも感動的な作品が生まれるとは限らないが、この作品は大部分においてうまくいっている」と評している。

## 収録曲
1、3、4、6、10、11曲目はジョン・スコフィールド作曲、その他の楽曲はパット・メセニー作曲。
| #   | タイトル                                                                              | 作詞 | 作曲・編曲 | 時間 |
| --- | ------------------------------------------------------------------------------------- | ---- | ---------- | ---- |
| 1.  | 「アイ・キャン・シー・ユア・ハウス・フロム・ヒア - "I Can See Your House from Here"」 |      |            | 7:47 |
| 2.  | 「ザ・レッド・ワン - "The Red One"」                                                  |      |            | 4:17 |
| 3.  | 「ノー・マター・ホワット - "No Matter What"」                                         |      |            | 7:16 |
| 4.  | 「エヴリバディズ・パーティ - "Everybody's Party"」                                    |      |            | 6:17 |
| 5.  | 「メッセージ・トゥ・マイ・フレンド - "Message to My Friend"」                         |      |            | 6:11 |
| 6.  | 「ノー・ウェイ・ホセ - "No Way Jose"」                                                |      |            | 7:18 |
| 7.  | 「セイ・ザ・ブラザーズ・ネーム - "Say the Brother's Name"」                           |      |            | 7:20 |
| 8.  | 「S.C.O. - "S.C.O."」                                                                 |      |            | 4:44 |
| 9.  | 「クワイエット・ライジング - "Quiet Rising"」                                         |      |            | 5:25 |
| 10. | 「ワン・ウェイ・トゥ・ビー - "One Way to Be"」                                        |      |            | 5:46 |
| 11. | 「ユー・スピーク・マイ・ランゲージ - "You Speak My Language"」                        |      |            | 6:59 |

## パーソネル
- ジョン・スコフィールド - エレクトリック・ギター、アコースティック・ギター
- パット・メセニー - エレクトリック・ギター、アコースティック・ギター、ギターシンセサイザー
- スティーヴ・スワロウ - エレクトリックベース、アコースティック・ベース・ギター
- ビル・スチュワート - ドラムス